# Michael Fietz
Michael Fietz (* 13. November 1967 in Bochum) ist ein ehemaliger deutscher Langstreckenläufer, der seine größten Erfolge im Marathon hatte.
1996 lief er beim Berlin-Marathon 2:18:43 h und kam bei der gleichzeitig ausgetragenen Deutschen Meisterschaft auf Platz sieben. Das darauffolgende Jahr sollte sein erfolgreichstes sein: Er wurde Deutscher Vizemeister im 5000-Meter-Lauf und im Halbmarathon, belegte bei den Halbmarathon-Weltmeisterschaften in Košice den zwölften Platz in seiner Bestzeit von 1:01:18 h und stellte beim Frankfurt-Marathon mit 2:10:59 h einen Streckenrekord auf. Im Jahr darauf kam er bei den Leichtathletik-Europameisterschaften 1998 in Budapest auf den 19. Platz und wurde Vierter beim Frankfurt-Marathon.
2000 unterbot er als Zwölfter des Rotterdam-Marathons mit 2:11:28 h die Olympianorm. Bei den Olympischen Spielen in Sydney belegte er den 37. Platz.
2001 wurde er als Gesamtachter des Frankfurt-Marathons Deutscher Marathonmeister in 2:16:23 h. 2002 scheiterte er beim Versuch, die Europameisterschafts-Norm zu knacken, und wurde später im Jahr Zehnter beim Köln-Marathon. 2003 holte er als Gesamtsieger des Rhein-Ruhr-Marathons zum zweiten Mal den nationalen Titel, wobei die Zeit von 2:23:17 h zum Teil durch die extreme Hitze bedingt war. Beim Frankfurt-Marathon 2004 versuchte er ein Comeback, gab aber nach 30 km auf.
Der 1,81 Meter große und 65 kg schwere Athlet startete für den TV Wattenscheid 01 und die LG Ratio Münster. Nach dem Abitur absolvierte Fietz eine Ausbildung zum Bankkaufmann bei der Nationalbank AG im Ruhrgebiet.

## Persönliche Bestzeiten
- 3000 m: 7:51,36 min, 6. Juni 1992, Leverkusen
- 5000 m: 13:41,74 min, 9. Juni 1993, Arnsberg-Hüsten
- 10.000 m: 28:13,42 min, 17. August 1997, Troisdorf
- Halbmarathon: 1:01:18 h, 4, Oktober 1997, Košice (Platz 5 der Ewigen Deutschen Bestenliste; Stand 2021[1])
- Marathon: 2:10:59 h, 26. Oktober 1997, Frankfurt am Main (Platz 13 der Ewigen Deutschen Bestenliste; Stand 2021[2])